# タクシーライド
タクシーライド（Taxiride）は、メルボルン出身の４人組ロック・グループである。
ファーストアルバムの『イマジネイト』はオーストラリアでミリオンセラーとなった。

## ディスコグラフィ

### オリジナル・アルバム
- イマジネイト (2000)
- エヴリホエア・ユー・ゴー (2000)
- キャン・ユー・フィール (2000)
- ガラージ・マハール (2002)
- ハウ・アイ・ガット・ディス・ウェイ (2002)